# 913年
| 千纪： | 1千纪 |
| 世纪： | 9世纪 \| 10世纪 \| 11世纪 |
| 年代： | 880年代 \| 890年代 \| 900年代 \| 910年代 \| 920年代 \| 930年代 \| 940年代 |
| 年份： | 908年 \| 909年 \| 910年 \| 911年 \| 912年 \| 913年 \| 914年 \| 915年 \| 916年 \| 917年 \| 918年 |
| 纪年： | 癸酉年（鸡年）；（南吴、晋）天祐十年；后梁（吴越、闽）三年，鳳曆元年；前蜀永平三年；李茂貞天復十三年；大長和孝治四年；燕应天三年；于阗同慶二年；日本延喜十三年；后百济正开十三年；后高句丽水德万岁三年 |

## 大事记
- 中国
  - 朱全忠之甥袁象先聯合天雄軍節度使楊師厚發動政變，驅逐羅周翰，殺害朱友珪，改立朱全忠之第四子後梁末帝朱友貞，楊師厚改任魏博節度使，進封鄴王。
  - 李存勗進攻幽州（今北京），消滅大燕，皇帝劉守光逃亡後不久亦被擒。
- 其他
  - 德国城市卡塞尔第一次被在文件中提及。
  - 保加利亚大公西缅自称沙皇（Цар），率军进逼拜占廷首都君士坦丁堡，签订苛刻的城下之约，满载贡金，不战而归。
  - 拜占廷发生宫廷政变，皇后佐伊（906年－920年，14岁）夺权成功。

## 逝世
- 二月——朱友珪，后梁郢王（886年生）